# جيمس ثاديوس هاموند
جيمس ثاديوس هاموند (بالإنجليزية: James Thaddeus Hammond)‏ هو سياسي أمريكي، ولد في 11 ديسمبر 1856، وتوفي في 9 أكتوبر 1942.